# Роверзано (Форли-Чезена)
Роверзано (итал. Roversano) је насеље у Италији у округу Форли-Чезена, региону Емилија-Ромања.
Према процени из 2011. у насељу је живело 51 становника. Насеље се налази на надморској висини од 129 м.